# Victoria Eleison
Victoria Eleison es un grupo musical congoleño fundado por el cantante King Kester Emeneya el 24 de diciembre de 1982, después de salir del grupo Viva La Música de Papa Wemba. Emeneya fue el líder del grupo hasta su muerte en 2014. Después de su muerte, su hermano Joly Baki Emen Mubiala se convirtió automáticamente en el líder de Victoria Eleison. 

## Naya, primer álbum de King Kester Emeneya y Victoria Eleison (1982)
El año de la fundación, el grupo Victoria grabó su primer álbum llamado ''Naya''. En 2002, ''Naya'' salió en CD.

## Discografía

### 1982
- Mantsiale Tolasse - 1&2
- Balingi nga nazua té - 1&2
- Abiyán - 1&2
- Jolie Massa - 1&2
- Ngambelo - 1&2
- Beyuku - 1&2
- Bosey I.er - 1&2
- Naya

### 1983
- Maludi - 1&2
- Ma Nzumba - 1&2
- Kembela - 1&2
- Sans Preavis - 1&2
- Souri Cacharelle - 1&2
- Abissina na ngai - 1&2
- Surmenage - 1&2
- Ata mpiaka - 1&2
- Okosi Ngai Mfumu - 1&2
- Sango mabala commission - 1&2

### 1985
- Willo Mondo 2éme Version - 1&2
- Elanga na lona - 1&2
- Safi santa - 1&2
- Bénédiction - 1&2

- Datos: Q3557687